# Concha Peña Pastor
Concepción Peña Pastor (Ciudad Real, 9 de noviembre de 1906-Panamá, 15 de octubre de 1960) fue una profesora licenciada en Filosofía, Medicina, doctora en Derecho, políglota, conferenciante, escritora y política española. Fue depurada por el régimen franquista en 1941, estando ya exiliada en América Central, encausada por el Tribunal Especial de Represión de la Masonería y del Comunismo por delito de masonería.

## Reseña biográfica
Concha Peña terminó el bachillerato en 1917 y, después de obtener el grado de maestra nacional, cursó tres licenciaturas, la de Filosofía y Letras, sección letras, la de Derecho y la de Medicina. Llegó a obtener el grado de Doctora en Derecho. Su actividad docente la desarrolló, en España, en el Instituto San Isidro y en el Cardenal Cisneros, en donde llegó a ser ayudante numeraria. Al mismo tiempo, ejerció la abogacía y preparó, en la modalidad de libre, las asignaturas de Medicina. Fue políglota, con dominio del latín, griego, francés, italiano y portugués.
En 1922 se la admitió como socia en el Ateneo de Madrid. El 13 de octubre de 1923 ingresó en la Real Academia de Jurisprudencia y Legislación de cuya sección segunda llegó a ser secretaria. También fue vicepresidenta de la agrupación de Jurados Mixtos.

### Activismo feminista

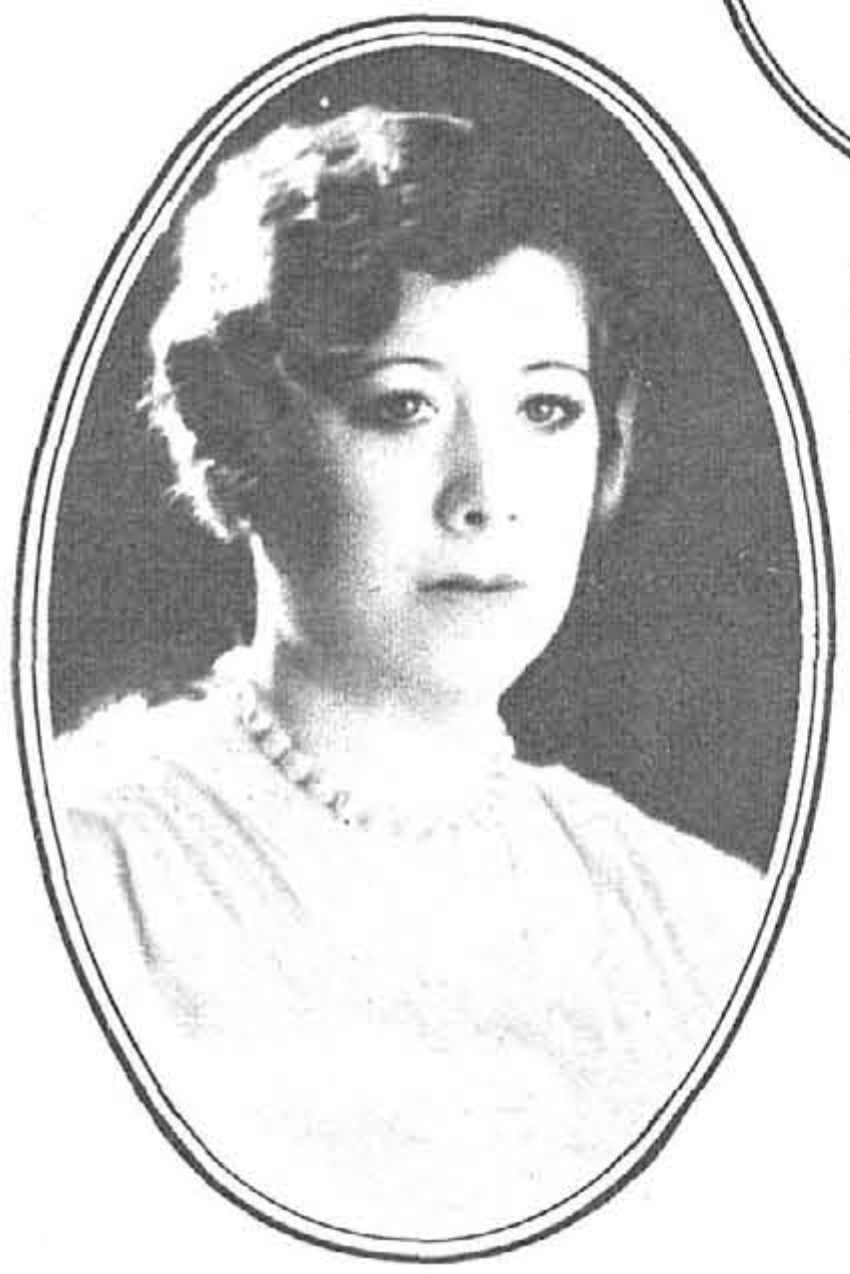
Retrato de Concha Peña

Vinculada a la Agrupación Femenina de Acción Republicana, perteneció a la Asociación Española de Mujeres Universitarias  de cuya Junta Directiva formó parte en 1929, siendo presidenta Clara Campoamor. Luchó por el sufragio femenino y por los derechos de las mujeres. En 1922 impartió la charla «Juventud universitaria feminista». El 24 de abril de 1928 impartió la conferencia «El divorcio en la antigüedad» en la Real Academia de Jurisprudencia y legislación. En 1931 reivindicó en un Acto de la Agrupación Femenina de Acción Republicana que la Constitución española reconociera los derechos de las mujeres. El 4 de enero de 1932 participó en la clausura de la «Semana abolicionista de la prostitución», junto a Carmen de Burgos, el médico César Juarros y Hildegart Rodríguez.

### Política
De ideología republicana, en las elecciones de junio de 1931 se presentó como candidata del Partido Republicano Democrático Federal, en la circunscripción de Madrid, obteniendo 1.716 votos, insuficientes para lograr el escaño al que se postulaba.

### Exilio
Exiliada en Panamá, fue profesora en su Universidad de Derecho Civil (1941-1942) y de Derecho Romano (1942 -1944). Y subdirectora de la Biblioteca Nacional (1951), donde se ocupó en la recuperación de las obras de destacados políticos, intelectuales, literatos, filósofos y artistas.

## Reconocimientos
- Está incluida en el libro Mujeres que cambiaron nuestra historia, editado por el Instituto de la Mujer de la Universidad de Panamá en colaboración con el Fondo de las Naciones Unidas para la Infancia.[7]
- Forma parte del proyecto Mujeres Investigadoras en los Archivos Estatales (1900-1970) del Ministerio de Cultura. Busca visibilizar a las investigadores que han desarrollado su labor en alguno de los nueve archivos competencia de dicho ministerio entre los años 1900 y 1970: Archivo Histórico Nacional, el Archivo de la Corona de Aragón, el Archivo General de Simancas, el Archivo General de Indias, el Archivo de la Real Chancillería de Valladolid, el Archivo General de la Administración y el Centro de Información Documental de Archivos. [8]

## Obras
- La copa de oro  (1925)
- El perdón de Jesús (1925)
- Apuntes para la Historia Universal (1928)
- El comunismo (1932)
- La Libertadora: el último amor de Simón Bolívar, biografía histórica novelesca (1944)
- El teatro simplificado (1952)
- Gaspar Octavio Hernández: poeta del pueblo (1953)
- Guillermo Andreve (1953)
- Tomás Herrera (1954)
- José Antonio Remón Cantera: ensayo de biografía con notas de mi cerno de periodista (1955)
- Carlos Antonio Mendoza: Prócer de la República (1956)
- Rasgos biográficos de Manuel Espinosa Batista: 1857-1919 (1956)
- Estampas de Santa Ana en el II centenario de la Iglesia de Santa Ana (1957)